# Physoconops parsonsi
Physoconops parsonsi är en tvåvingeart som beskrevs av Camras 1955. Physoconops parsonsi ingår i släktet Physoconops och familjen stekelflugor.
Artens utbredningsområde är Kuba. Inga underarter finns listade i Catalogue of Life.